# Ben Schwartz
Benjamin Schwartz (Bronx, New York, 1981. szeptember 15.) amerikai színész, humorista, író, rendező, producer. Ismertebb szerepei Jean-Ralphio Saperstein az NBC Városfejlesztési osztály című vígjátéksorozatából és Clyde Oberholt a Showtime House of Lies című sorozatából. Szinkronszínészként is tevékenykedik, ő Randy Cunningham hangja a Randy Cunningham: Kilencedikes nindzsa című rajzfilmsorozatban, illetve Leonardo hangját is ő szolgáltatja a Tini nindzsa teknőcök felemelkedése rajzfilmsorozatban. Többször szerepelt a CollegeHumor Jake and Amir című internetes sorozatában is.

## Élete
1981-ben született Bronx-ban. Szülei mindketten innen származnak. Schwartz Bronx Riverdale nevű kerületében nőtt fel. Apja szociális munkás volt, majd ingatlanügynök lett. Anyja zenetanár volt. Egy nővére van.
Amikor tizenegy éves volt, családjával együtt Edgemontba költözött. Az Edgemont Junior–Senior High Schoolba járt; 1999-ben érettségizett. Ezután a Union College tanulója volt.
Négy könyvet is írt, ebből a Grandma’s Dead: Breaking Bad News with Baby Animals; Maybe Your Leg Will Grow Back!: Looking on the Bright Side with Baby Animals és a Why is Daddy in a Dress?: Asking Awkward Questions with Baby Animals című könyveket Amanda McCall írónővel együtt írta, míg a Things You Should Already Know About Dating, You F-king Idiot című könyvet Laura Moses írónővel együtt írta.

## Filmográfia

### Film
| Év   | Magyar cím                                    | Eredeti cím                                         | Szerep                             | Magyar hang       |
| ---- | --------------------------------------------- | --------------------------------------------------- | ---------------------------------- | ----------------- |
| 2007 | New York-i szerenád                           | New York City Serenade                              | Russ                               | Szatory Dávid     |
| 2009 |                                               | Mystery Team                                        | Dougie haverja                     |                   |
| 2009 | Bazi rossz Valentin-nap                       | I Hate Valentine's Day                              | Tammy randi partnere               |                   |
| 2009 | Mindenki megvan                               | Everybody's Fine                                    | Író                                | Elek Ferenc       |
| 2010 | Pancser Police                                | The Other Guys                                      | Beaman asszisztense                |                   |
| 2010 |                                               | Peep World                                          | Nathan Meyerwitz                   |                   |
| 2013 | Turbó                                         | Turbo                                               | Féknyom (hangja)                   | Nagy Ervin        |
| 2013 |                                               | Coffee Town                                         | Gino                               |                   |
| 2013 | Működik a kémia                               | Better Living Through Chemistry                     | Noah                               | Pál András        |
| 2013 | Vakszerencse                                  | Runner Runner                                       | Craig                              |                   |
| 2014 | Itthon, édes otthon                           | This Is Where I Leave You                           | Charles "Boner" Grodner rabbi      | Hamvas Dániel     |
| 2014 |                                               | Happy Christmas                                     | Party vendég                       |                   |
| 2014 | Az interjú                                    | The Interview                                       | Eminem sajtósa                     |                   |
| 2015 | Kötéltánc                                     | The Walk                                            | Albert                             | Karácsonyi Zoltán |
| 2015 | Star Wars VII. rész – Az ébredő Erő           | Star Wars: The Force Awakens                        | BB-8                               |                   |
| 2016 | A párterápia                                  | The Intervention                                    | Jack                               | Suhajda Dániel    |
| 2017 | Hogyan legyél latin szerető                   | How to Be a Latin Lover                             | Jimmy / komornyik                  |                   |
| 2017 |                                               | Outside In                                          | Ted                                |                   |
| 2018 |                                               | Happy Anniversary                                   | Sam                                |                   |
| 2018 |                                               | Blue Iguana                                         | Paul Driggs                        |                   |
| 2018 |                                               | An Actor Prepares                                   | Jimmy                              |                   |
| 2018 | Esti iskola                                   | Night School                                        | Marvin                             | Varju Kálmán      |
| 2019 | A Lego-kaland 2.                              | The Lego Movie 2: The Second Part                   | Banán (hangja)                     | Rada Bálint       |
| 2019 |                                               | Standing Up, Falling Down                           | Scott                              |                   |
| 2020 | Sonic, a sündisznó                            | Sonic the Hedgehog                                  | Sonic, a sündisznó (hangja)        | Szabó Máté        |
| 2021 |                                               | Music                                               | Rudy                               |                   |
| 2021 |                                               | Flora & Ulysses                                     | George Buckman                     |                   |
| 2021 |                                               | Rumble                                              | Jimothy Brett-Chadley III (hangja) |                   |
| 2022 | Sonic, a sündisznó 2.                         | Sonic the Hedgehog 2                                | Sonic, a sündisznó (hangja)        | Szabó Máté        |
| 2022 | DC Szuperállatok Ligája                       | DC League of Super-Pets                             | Mark (hangja)                      | Karácsonyi Zoltán |
| 2022 | A tini nindzsa teknőcök felemelkedése: A film | Rise of the Teenage Mutant Ninja Turtles: The Movie | Leo (hangja)                       | Bódy Gergely      |
| 2023 | Renfield                                      | Renfield                                            | Tedward "Teddy" Lobo               | Ágoston Péter     |
| 2023 | Hová tűnt a gazdink?                          | We Lost Our Human                                   | Pud (hangja)                       |                   |
| 2024 | Sonic, a sündisznó 3.                         | Sonic the Hedgehog 3                                | Sonic, a sündisznó (hangja)        | Szabó Máté        |

### Televízió
| Év        | Cím                        | Szerep                  |
| --------- | -------------------------- | ----------------------- |
| 2017-2021 | Kacsamesék                 | Dewey Duck (hangja)     |
| 2019      | Pinky Malinky              | Coach Freebird (hangja) |
| 2020-2022 | Space Force (Űrhadosztály) | Fuck Tony               |
| 2020      | Middleditch and Schwartz   | önmaga                  |
| 2021      | M.O.D.O.K.                 | Lou (hangja)            |
| 2022      | Az afterparti              | Yasper                  |
| 2023      | Star Wars: A Rossz Osztag  | TAY-0 (hangja)          |

### Videójáték
| Év   | Cím                      | Szerep  |
| ---- | ------------------------ | ------- |
| 2013 | Turbo: Super Stunt Squad | Féknyom |